# Caccodes oceaniae
Caccodes oceaniae är en skalbaggsart som först beskrevs av Bourgeois 1884.  Caccodes oceaniae ingår i släktet Caccodes och familjen flugbaggar. Inga underarter finns listade i Catalogue of Life.